# Altheim (Alb-Danubio)
Altheim è un comune tedesco di 573 abitanti, situato nel land del Baden-Württemberg.